# 1 729 (nombre)
Pour l'année, voir 1729.
1 729 (mille-sept-cent-vingt-neuf) est l'entier naturel qui suit 1 728 et précède 1 730.

## Propriétés

### Nombre de Hardy-Ramanujan
1 729 est également connu sous le nom de « nombre de Hardy-Ramanujan » ; il s'agit du plus petit entier naturel s'écrivant de deux manières différentes comme somme de deux cubes :
{\displaystyle 1729=12^{3}+1^{3}=10^{3}+9^{3}}
Il s'agit donc du nombre taxicab d'ordre 2.
Bien qu'elle ait été découverte en 1657 par Bernard Frénicle de Bessy, la propriété de 1 729 ainsi que son nom sont liés à une anecdote relatée par le mathématicien britannique Godfrey Harold Hardy après une visite à son collègue indien hospitalisé Srinivasa Ramanujan, en 1917 :

« Je me souviens d'une fois où j'arrivai à son chevet à Putney. J'avais été conduit par le taxi numéro 1 729 ; la morosité qui semblait émaner de ce nombre avait attiré mon attention. J'espérais qu'il ne constituait pas un mauvais présage. “Non, me répondit-il, c'est un nombre fort intéressant ; c'est le plus petit que l'on puisse exprimer comme somme de deux cubes de deux manières différentes.” »

### Autres propriétés
1 729 est également :
- le troisième nombre de Carmichael, c'est-à-dire un nombre pseudo-premier vérifiant la propriété du petit théorème de Fermat. C'est aussi le premier nombre de Chernick, c'est-à-dire un nombre de Carmichael de la forme (6k + 1)(12k + 1)(18k + 1), k valant 1 ici ;
- un nombre de Zeisel, c'est-à-dire que ses facteurs premiers sont au moins trois et suivent une progression arithmético-géométrique (ici, une progression arithmétique de raison 6) : 1 729 = 7 × 13 × 19,
- le produit d'un nombre premier : 19, par son inversé : 91 (= 7 × 13),
- l'un des cinq nombres (les quatre autres sont 0, 1, 81 et 1 458) dont la somme des chiffres multipliée par le nombre inversé redonne le nombre de départ[3] : 1 + 7 + 2 + 9 = 19 et 19 × 91 = 1 729,
- un nombre Harshad en bases 8, 10 et 16, c'est-à-dire divisible par la somme de ses chiffres,
- la position du début de l'emplacement, dans les décimales du nombre e, de la séquence 0719425863, qui est la première occurrence d'une séquence de longueur 10 contenant chaque chiffre une et une seule fois[3],
- un nombre polygonal (plus précisément dodécagonal, 24-gonal et 84-gonal) et le 10e nombre cubique centré (103 + 93),
- 123 + 1[3],
- le quatrième nombre « factoriel sextuple »[3], c'est-à-dire un produit de termes successifs de la forme 6n + 1 : 1 × 7 × 13 × 19 = 1 729,
- la somme des diviseurs d'un carré parfait[3] : 332,
- un nombre identifié par erreur comme peu intéressant,
- un nombre apparaissant dans la borne {\displaystyle n_{0}=2^{1729^{12}}}, la première à avoir été déterminée telle que pour tout entiers supérieurs à {\displaystyle n_{0}} on peut appliquer l'algorithme galactique de multiplication de Harvey et van der Hoeven, qui a une complexité en temps {\displaystyle {\mathcal {O}}(n\log n)}[4],[5].